# Colonizzazione tedesca delle Americhe
L'espressione colonizzazione tedesca delle Americhe può assumere diversi significati.

## Caratteri generali
All'epoca della scoperta europea delle Americhe (1492), agli albori dell'età moderna, gli attuali Paesi di lingua tedesca erano estremamente frammentati. In particolare, l'odierna Germania corrispondeva al Sacro Romano Impero, esso stesso un agglomerato di numerosi Stati; alla sua periferia giacevano altri Stati, parimenti tedeschi, quali il Brandeburgo-Prussia e l'Arciducato d'Austria, nucleo della Monarchia asburgica.
Nonostante questa frammentazione politica, vari Stati tedeschi non si risparmiarono dei tentativi coloniali, tutti però coronati da insuccesso.

## Piccola Venezia

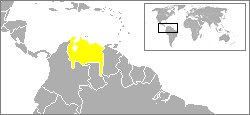
Posizione della "Piccola Venezia" in Sud America

La Piccola Venezia (in tedesco Klein-Venedig) fu il più significativo di questi tentativi.
Nel 1528 Carlo V d'Asburgo, sacro romano imperatore oltre che re di Spagna, concesse ai Welser, famiglia di banchieri di Augusta, il diritto di sfruttamento commerciale di una vasta area nell'odierno Venezuela (o "piccola Venezia"), fino ad allora parte dell'Impero spagnolo. Il dominio dei Welser durò fino al 1546, quando la corona spagnola revocò loro il privilegio e l'area ritornò alla Spagna.

## Saint Thomas
Nel 1685, la Compagnia brandeburghese dell'Africa (compagnia commerciale privilegiata del Brandeburgo-Prussia, attiva nel commercio in Africa occidentale) prese in affitto dalla Compagnia danese delle Indie occidentali (analoga compagnia privilegiata danese attiva nei Caraibi) metà dell'isola di Saint Thomas (nelle odierne Isole Vergini Americane), per stabilirvi una base commerciale; il contratto avrebbe avuto durata trentennale e la proprietà sarebbe comunque rimasta in capo ai danesi. Questi ultimi, tuttavia, si riappropriarono della stazione commerciale già nel 1693, peraltro senza avviso o rimborso.

## Hanauisch-Indien

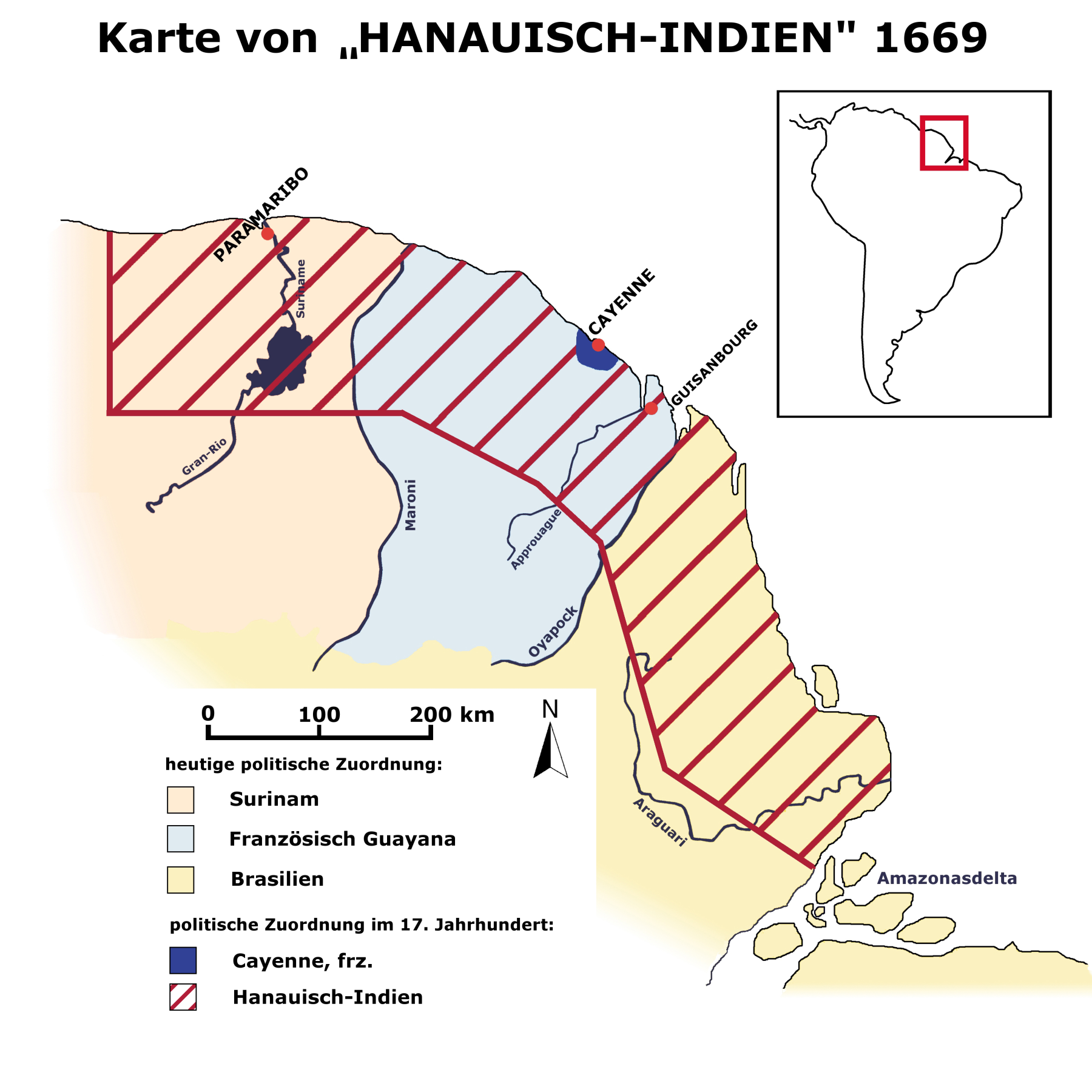
Le Indie Hanauiane

Negli anni 1660, la Contea di Hanau (divisa nelle due contee di Hanau-Lichtenberg e Hanau-Münzenberg) sotto Federico Casimiro elaborò un progetto coloniale noto come Indie Hanauiane (Hanauisch-Indien). Su ispirazione del consigliere comitale Joachim Becher, l'Hanau prese in affitto dalla Compagnia olandese delle Indie occidentali un'area di ben 100.000 km² (in confronto, l'Hanau si estendeva per soli 1.500 km²) nella Guiana. Il progetto comunque non ebbe successo per la mancanza di uomini e mezzi necessari a colonizzare la zona e si risolse in un nulla di fatto.